# Gwalleuk
Gwalleuk est un moine bouddhiste coréen originaire du royaume de Baekje contemporain du roi Wideok de Baekje. Il se rend au Japon en 602 où il est connu pour aider à répandre les enseignements du taoïsme et du bouddhisme. Il passe pour avoir apporté des livres contenant des connaissances du calendrier, d'astronomie, de géographie et du onmyōdō (enseignements fondés sur le yin-yang). Il est mentionné à plusieurs reprises dans des documents bouddhistes au Japon, où il était connu sous le nom Kanroku, la lecture de son nom japonais.

## Astéroïde
L'astéroïde 4963 Kanroku, découvert le 18 février 1977 par Hiroki Kosai et Kiichirō Furukawa de l'observatoire astronomique de Tokyo, lui doit son nom.

## Source de la traduction
- (en) Cet article est partiellement ou en totalité issu de l’article de Wikipédia en anglais intitulé « Gwalleuk » (voir la liste des auteurs).